# Jim Steinman
James Richard Steinman (Hewlett Harbor, 1º novembre 1947 – Danbury, 19 aprile 2021) è stato un produttore discografico, compositore e pianista statunitense.
Compositore e paroliere meticoloso (impiegava anche diversi anni prima di pubblicare un disco), uomo solitario e profondo amante del buio (componeva solo nelle ore notturne), chiamato anche "Il Richard Wagner del rock" per via delle sue composizioni epiche e a volte pompose, ottenne il suo successo maggiore nel 1977 con l'album Bat Out of Hell (cantato da Meat Loaf), del quale scrisse tutte le canzoni suonandovi anche le tastiere; album tra i 10 più venduti nella storia della musica, ed unico LP tra quei 10 ad essere stato composto da un solo artista.
Produsse album di famosi artisti come Bonnie Tyler, Barbra Streisand e compose brani come Total Eclipse of the Heart e Holding Out for a Hero (Bonnie Tyler), Making Love Out of Nothing at All (Air Supply), It's All Coming Back to Me Now (Pandora's Box), No Matter What (Boyzone) e numerosi musical.
Possedeva una propria etichetta discografica, la Ravenous Records.

## Biografia

### Inizi
Steinman visse durante l'infanzia nella zona di New York. Iniziò la carriera musicale nel 1969 durante la frequentazione al Amherst College come compositore del musical The Dream Engine (nel quale si può ritrovare nell'ouverture un primissimo abbozzo della hit "Total Eclipse of The Heart" cantata in quest'occasione dallo stesso Steinman), dove ebbe una breve partecipazione il non ancora famoso Richard Gere.
Nel 1972 compose (in collaborazione con Barry Keating per le liriche) Rhinegold, ispirato all'opera di Richard Wagner L'Oro del Reno.
Nel 1973 un suo nuovo musical scritto assieme a Michael Weller More Than You Deserve, storia ambientata in Vietnam, fu rappresentato a New York per 2 mesi; qui egli scritturò Meat Loaf.
Sempre nel 1973 venne inciso per la prima volta un pezzo di Steinman su disco, Happy Ending, cantata da Yvonne Elliman (che reciterà la parte di Maria Maddalena sia nell'album che nella versione cinematografica del musical Jesus Christ Superstar), tratta dal disco Food of love.
Nel 1975 realizzò The Kid Champion nel quale appariva un Christopher Walken ancora sconosciuto.
Nel 1976 compose The Confidence Man (tratto dal racconto L'uomo di fiducia di Herman Melville), aiutato nelle liriche da Ray Errol Fox. Nel 2003 verrà pubblicato un album contenente i momenti salienti del musical, interamente ri-cantati e ri-arrangiati per l'occasione.

### Incontro con Meat Loaf
Nel 1976, mentre componeva brani per il suo nuovo musical Neverland (futuristica versione di Peter Pan), incontrò di nuovo Meat Loaf che ascoltate le canzoni fatte fino a quel momento le giudicò eccezionali.
Jim decise di svilupparle con l'obiettivo di farne un album. Non trovando etichette major disposte a finanziare la registrazione, i due si rivolsero alla Cleveland International Records che pubblicò il disco (Bat Out of Hell) nel 1977. Prodotto dal chitarrista Todd Rundgren (sua la famosa parte "motorcycle guitar" nella title track) il disco ottenne subito successo in Australia e nel Regno Unito, più tardi negli Stati Uniti.
Nel 1979, compose la sigla della trasmissione TV Delta House (Delta House Theme risulta essere un abbozzo della futura Dead Ringer For Love, cantata da Meat Loaf & Cher nell'album Dead Ringer).
Nel 1980 compose la colonna sonora del film A Small Circle of Friends (con orchestrazioni dirette dal maestro Steve Margoshes, suo fidato collaboratore), nella quale si possono ritrovare le primissime versioni strumentali di alcuni pezzi di futuro successo, tra cui Making love (Out of nothing at all), Total eclipse of the heart, Milady (conosciuta anche come Fuhr Sarah in Tanz der vampire), Loving you is a dirty job (But somebody's gotta do it).
Nel 1981 pubblicò il suo primo album solista (aiutato nelle parti vocali dal corista Rory Dodd) Bad for Good, che in origine, oltre ad aver dovuto essere il seguito diretto di Bat Out of Hell (anche la copertina è stata realizzata dallo stesso autore, Richard Corben), doveva intitolarsi Renegade Angel ed esser cantato da Meat Loaf.
Ci sono differenti versioni sul motivo per il quale Meat Loaf non incise quel disco, ma la più accreditata sembra essere che la sua voce aveva subito gravi danni a causa del lungo ed estenuante tour per promuovere Bat Out of Hell.
Jim Steinman dal canto suo, costretto dalle clausole del contratto che aveva firmato, si ritrovò costretto a pubblicare l'LP senza poter aspettare una piena ripresa del cantante.
Nello stesso anno compose tutte le canzoni per il secondo album di Meat Loaf, Dead Ringer. Il cantante era reduce da un'operazione alle corde vocali.
Il concept di base per le copertine di Bat Out of Hell, Bad for Good (entrambe illustrate da Richard Corben) e Bat Out of Hell II: Back into Hell (illustrata da Michael Whelan) sono di Steinman.

### Collaborazione con Bonnie Tyler
Nel 1983 produsse il disco di Bonnie Tyler Faster than the Speed of Night di cui scrisse 2 brani: l'adrenalinica Total Eclipse of the Heart che raggiunse il primo posto nella Hot 100 di Billboard, nello stesso momento al numero 2 c'era un altro suo brano Making Love Out of Nothing at All cantato dagli Air Supply.
Scrisse in seguito altri brani per Barry Manilow (Read 'em and Weep), Barbra Streisand (Left in the Dark), e produsse dischi per Ian Hunter, Billy Squier.
Due suoi brani pubblicati a nome Jim Steinman's Fire Inc. fecero parte della colonna sonora del film del 1984 Strade di Fuoco, di Walter Hill: Nowhere Fast all'inizio del film e Tonight Is What It Means to Be Young, sui titoli di coda.
Una diversa versione di Nowhere Fast, ma con lo stesso ritornello, apparve sul disco di Meat Loaf Bad Attitude nello stesso anno, anche se non fu prodotta da Steinman.
Della stessa canzone esiste anche un demo inciso dal super-gruppo "The Dream Engine".
Il brano Tonight Is What It Means to Be Young, in una nuova versione in tedesco, fu inserito nel 1998 nel musical Tanz der Vampire come chiusura dell'opera.
Un altro suo successo del 1984 fu Holding Out for a Hero tratto dall'album Secret Dreams and Forbidden Fire di Bonnie Tyler, per la quale compose altri tre pezzi e ne diresse la produzione. 
Il brano fu inserito nella colonna sonora del film Footloose.
Scrisse poi un brano strumentale dedicato ad Hulk Hogan per una compilation sul mondo del Wrestling. Il pezzo fu poi cantato da Bonnie Tyler per l'album Secret Dreams and Forbidden Fire.
Nel 1987 collaborò con i The Sisters of Mercy per il brano This Corrosion a cui seguirono altre collaborazioni (Dominion/Mother Russia e More).

### Progetto Pandora's Box
Nel 1989 decise di creare un proprio gruppo: le Pandora's Box. Era composto da Steiman con 4 vocaliste (Ellen Foley, Elaine Caswell, Gina Taylor e Deliria Wilde).
L'unico album pubblicato, Original Sin, fu un'irriverente opera rock che aveva come tema conduttore il sesso. Da molti considerato il capolavoro compositivo di Steinman, sebbene costato parecchie migliaia di dollari (Steinman pagò di propria tasca la maggior parte del budget per produrre il disco), non riscosse molto successo, e il gruppo fu sciolto. Alcuni brani furono riutilizzati per l'album Bat Out of Hell II: Back into Hell di Meat Loaf, che raccoglieva inoltre alcuni brani estratti dal precedente disco solista di Steinman Bad for Good.
Sempre nello stesso anno compose e produsse il brano Rude Awakening per Bill Medley.

### Riappacificazione con Meat Loaf
Sempre nel 1989, dopo anni di dispute legali, si accordò con Meat Loaf per la realizzazione del seguito di Bat Out of Hell che uscì nel 1993 intitolato Bat Out of Hell II: Back into Hell.
I'd Do Anything for Love (But I Won't Do That) fu il primo singolo estratto e divenne un successo mondiale.
Nel 1996 riscosse nuovo successo con il brano It's All Coming Back to Me Now estratto dall'album Falling into You di Cèline Dion realizzata in origine dai Pandora's box.
Nel 1997 un suo brano fu inserito nel film di animazione Anastasia, benché accreditato solo come sua produzione e non come sua composizione.
Nel 1998 scrisse i testi per il musical di Andrew Lloyd Webber Whistle Down the Wind; un brano tratto dal musical (No Matter What) divenne una hit dei Boyzone.

### Musical Tanz der Vampire
Scrisse il musical Tanz der Vampire ispirato al film di Roman Polański Per favore, non mordermi sul collo! e diretto dallo stesso Polanski, con la prima rappresentazione a Vienna.
Il musical ebbe un successo enorme, e in quell'anno fu il più visto in Europa. Si decise in seguito, attorno al 2002, di presentarlo anche oltreoceano. Il cast venne stravolto e venne scelto Michael Crawford (già nella parte del fantasma nel musical di Andrew Lloyd Webber The Phantom of the Opera) nel ruolo del conte Crolock, al posto del defunto Steve Barton.
Tuttavia fu proprio Steve Barton a registrare i demo in lingua inglese del musical. In occasione della presentazione a Broadway, furono riscritte alcune parti in chiave comica, ma Steinman non accettò questo rimaneggiamento e venne allontanato dalla produzione.
La comicità spesso fuori luogo, unita al cantato inspiegabilmente ridicolo di Michael Crawford e alla lontananza dello stesso Steinman furono le cause principali del flop clamoroso, con perdite stimate di 12 milioni di dollari.
Tra il 1999 e il 2003 si impegnò nella composizione di quello che avrebbe dovuto essere un musical rock gotico basato sul personaggio di Batman e diretto da Tim Burton, ma il progetto non fu realizzato. Con la partecipazione, tra gli altri, di Rob Evan e Karine Hannah (con la quale aveva già lavorato su alcuni demo per un album che però non fu mai pubblicato), Steinman registrò alcuni pezzi autoprodotti (contribuendo in alcuni casi anche alle parti vocali), che dovevano fungere da presentazione all'opera, ma poiché il progetto non ebbe mai uno sbocco decise di metterli gratuitamente a disposizione dei suoi fans, sul suo sito ufficiale.
Nel 2002 compose 7 canzoni per il musical sulla vita di Greta Garbo, Garbo - The musical.
Nel 2003 fu autore di 4 pezzi per la colonna sonora del telefilm per MTV Wuthering Heights.

### Nuova collaborazione con Meat Loaf
Nel 2006 (dopo altre nuove dispute legali contro il suo amico/nemico Meat Loaf) venne pubblicato il terzo capitolo della saga Bat Out of Hell, ovvero Bat Out of Hell III: The Monster Is Loose, ma nonostante fosse l'autore di 7 dei 14 pezzi presenti nel disco (tra cui It's All Coming back to Me Now, trasformata per l'occasione in un duetto tra Meat Loaf e Marion Raven), esso si estraniò completamente dalle registrazioni e non prese nemmeno parte alla produzione dell'album, che in quell'occasione venne invece affidata a Desmond Child.
In quell'anno decise di costituire il super-gruppo The Dream Engine, nei quali figurava Rob Evan (già con la Trans-Siberian Orchestra), che avrebbe dovuto interpretare solo brani di Jim Steinman, ma dopo qualche data di presentazione e la registrazione di un paio di demo il progetto fu abbandonato senza alcuna spiegazione ufficiale.

### Ritiro dalle scene e ritorno
Nel settembre 2008, data del suo ultimo post sul suo blog personale, calò un alone di mistero su Steinman, destinato a durare per diverso tempo.
Nel febbraio 2017, Steinman's Bat Out of Hell The Musical, basato sull'album Bat Out of Hell, debuttò in anteprima al Manchester Opera House a Manchester prima della prima ufficiale al London Coliseum a giugno.

### Morte
Steinman è morto nel 2021 nell'ospedale di Danbury nel Connecticut all'età di 73 anni a causa di una insufficienza renale.

## Discografia

### Con Meat Loaf
- 1977 - Bat Out of Hell
- 1981 - Dead Ringer
- 1993 - Bat Out of Hell II: Back into Hell
- 2016 -  Braver Than We Are

### Con Bonnie Tyler
- 1983 - Faster Than the Speed of Night
- 1986 - Secret Dreams and Forbidden Fire
- 1995 - Free Spirit

### Con le Pandora's Box
- 1989 - Original Sin (Virgin)

### Solista
- 1981 - Bad for Good (Epic)

### Musical pubblicati
- 1998 - Tanz der Vampire
- 1998 - Tanz der Vampire (Highlights)
- 1998 - Whistle Down the Wind (con Andrew Lloyd Webber)
- 2003 - The Confidence Man